# 親子トイレ
親子トイレ（おやこトイレ、英: Family Restroom ファミリーレストルーム）とは、親子一緒に利用できる大人用と幼児用の便器が並ぶトイレのことである。ファミリートイレともいう。

## 概要

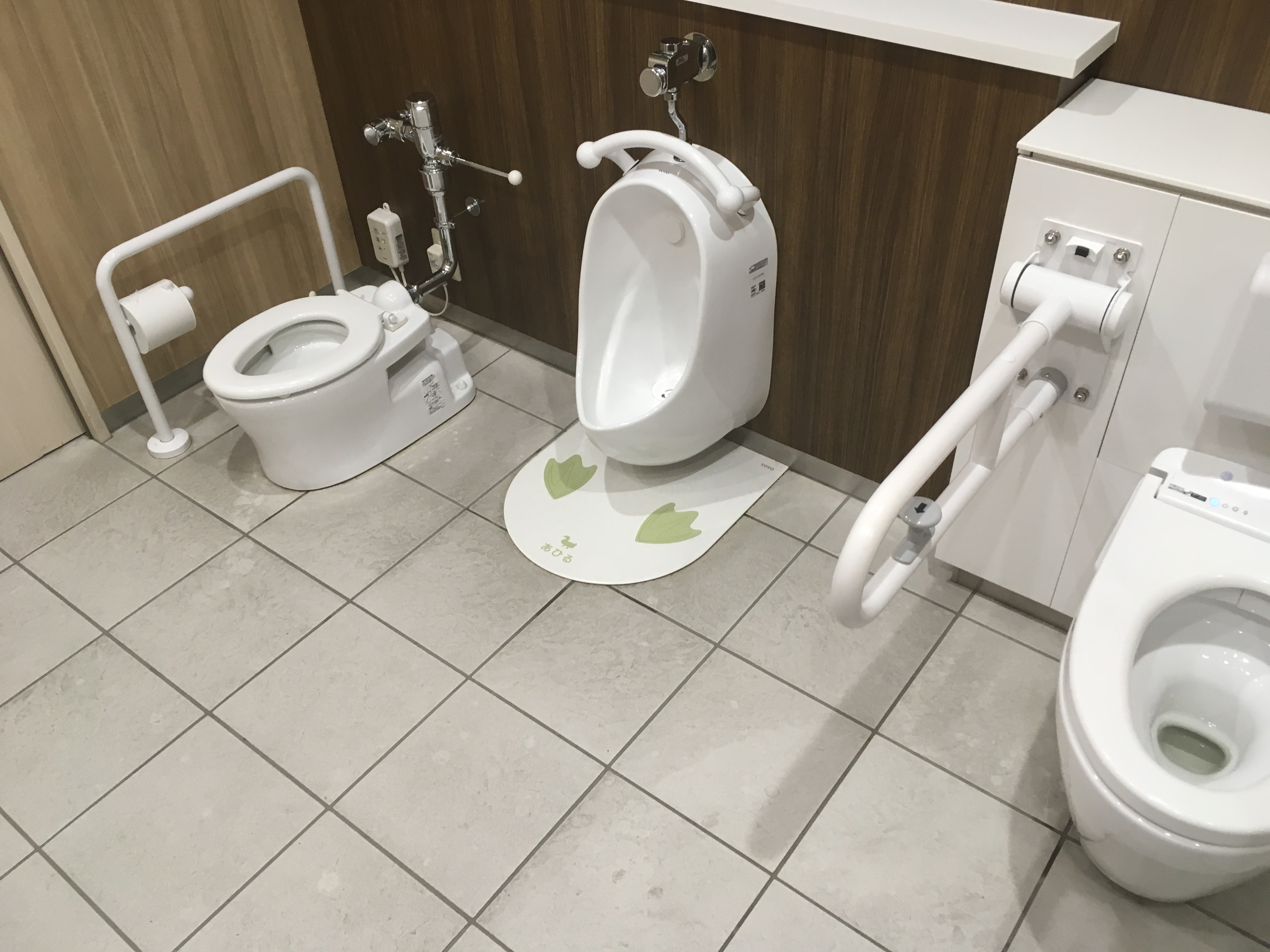
3‐5歳児向け幼児用大便器と幼児用小便器が設置された親子トイレ

主に複合商業施設や百貨店、動物園、遊園地、小児科クリニック、道の駅、サービスエリア（SA)、鉄道駅、公園や図書館といった公共施設などファミリー層の利用が想定される場所に設けられていることが多い。親子トイレの利用者はベビーカーや大きな荷物を持った人、数人の子供を連れている人が想定されるためトイレまでの通路幅が広く、入りやすい場所が適しているとされている。親子トイレに設置される器具には、大人用大便器、幼児用大便器、幼児用小便器、着替え台、おむつ交換台、おむつ用ゴミ箱、ベビーチェア、幼児用手洗い台、大人用手洗い台などがある。しかし設置される器具は各施設によって異なり、大人用大便器、幼児用大便器の2つの器具が同じブース（個室）内において最低限設置されたトイレを基本的には『親子トイレ』と表記する。

## ギャラリー

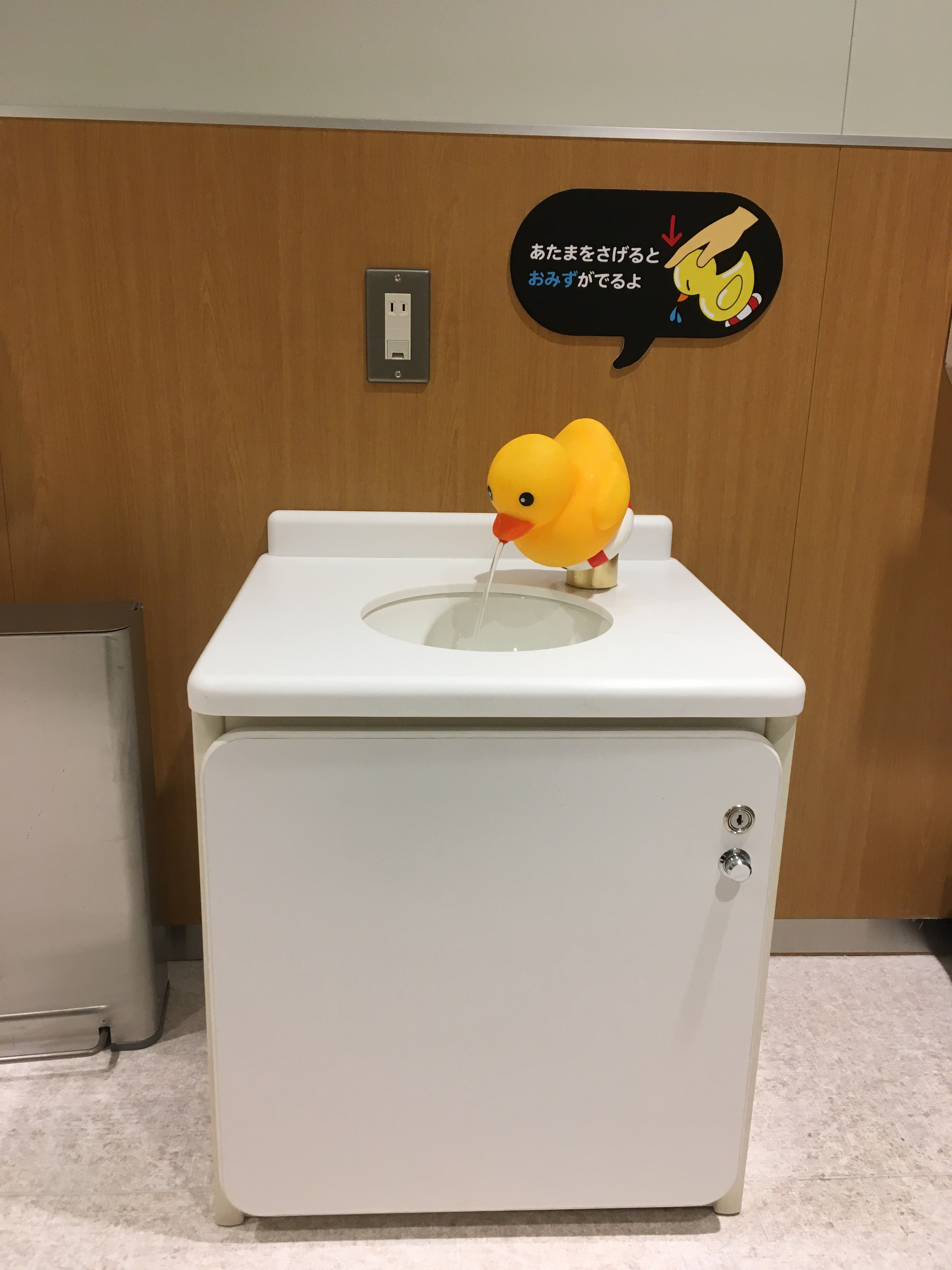
親子トイレに設置された幼児用手洗い台
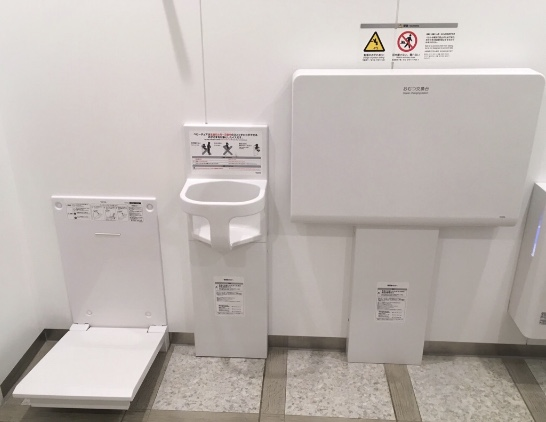
左から着替え台、ベビーチェア、おむつ交換台
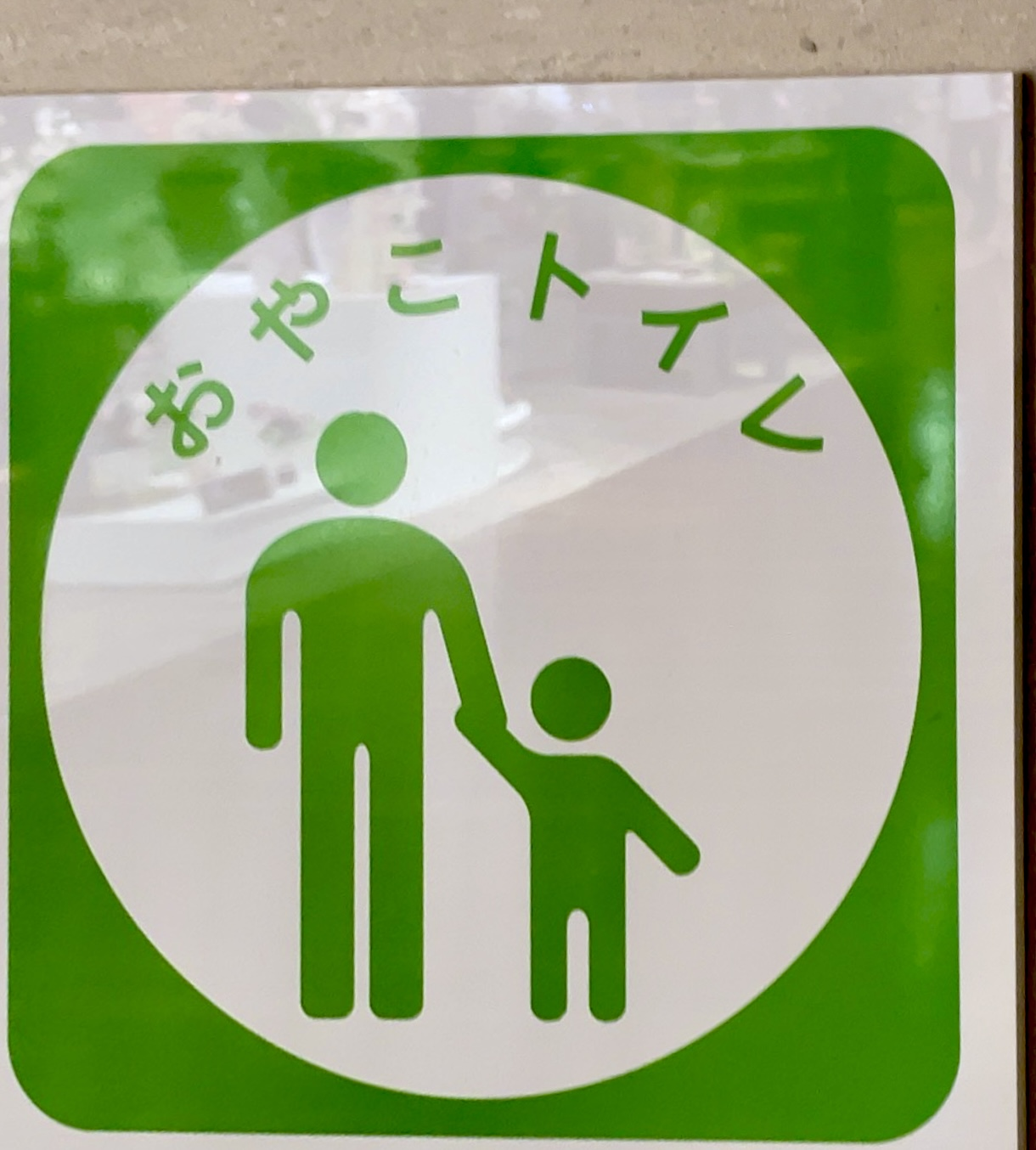
商業施設に貼られた親子トイレであることを示すピクトグラム（マーク）
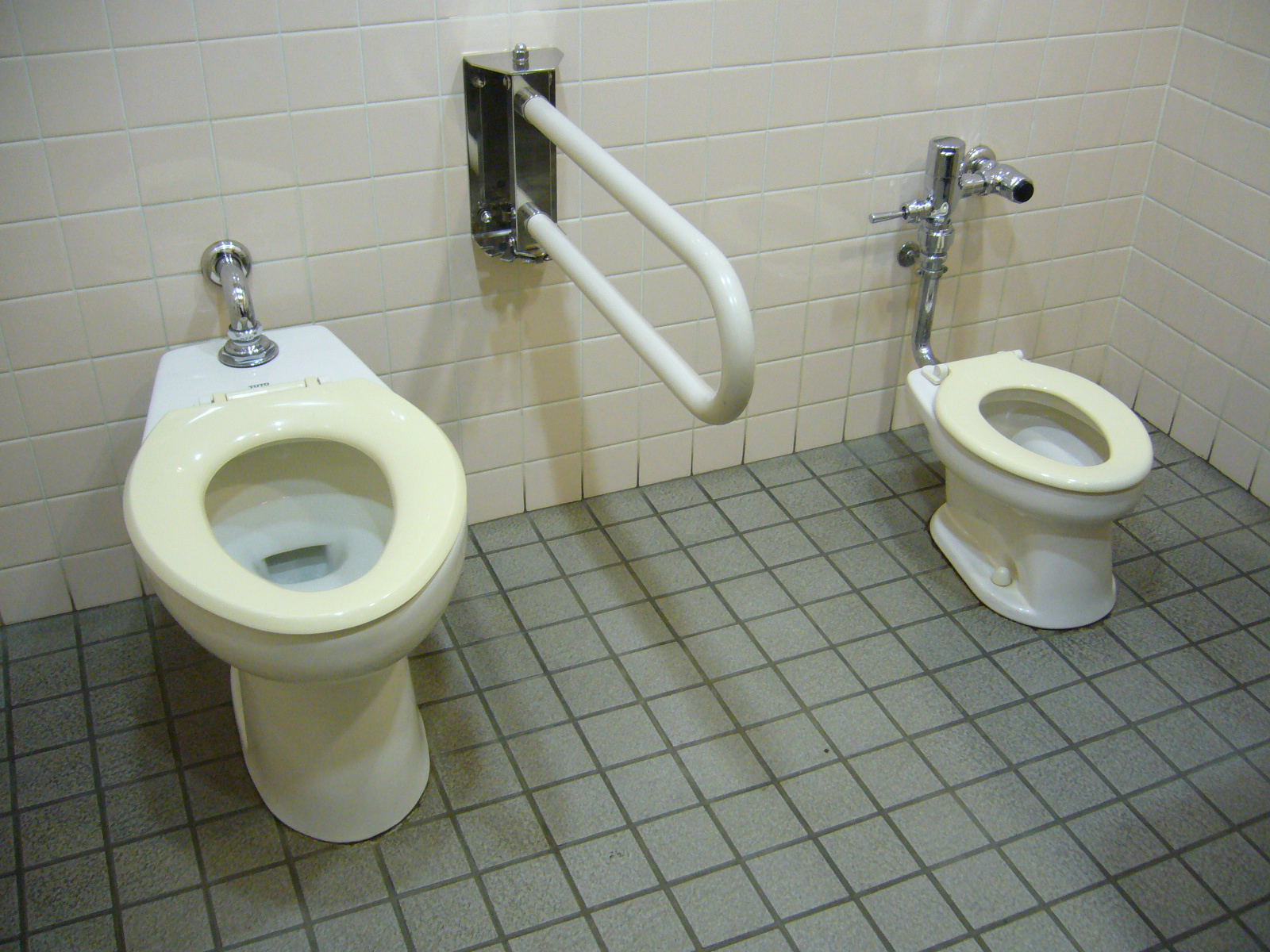
3‐5歳児向け幼児用大便器のみの親子トイレ